# Dasineura gleditchiae
Dasineura gleditchiae är en tvåvingeart som först beskrevs av Osten Sacken 1866.  Dasineura gleditchiae ingår i släktet Dasineura och familjen gallmyggor. Inga underarter finns listade i Catalogue of Life.

## Bildgalleri

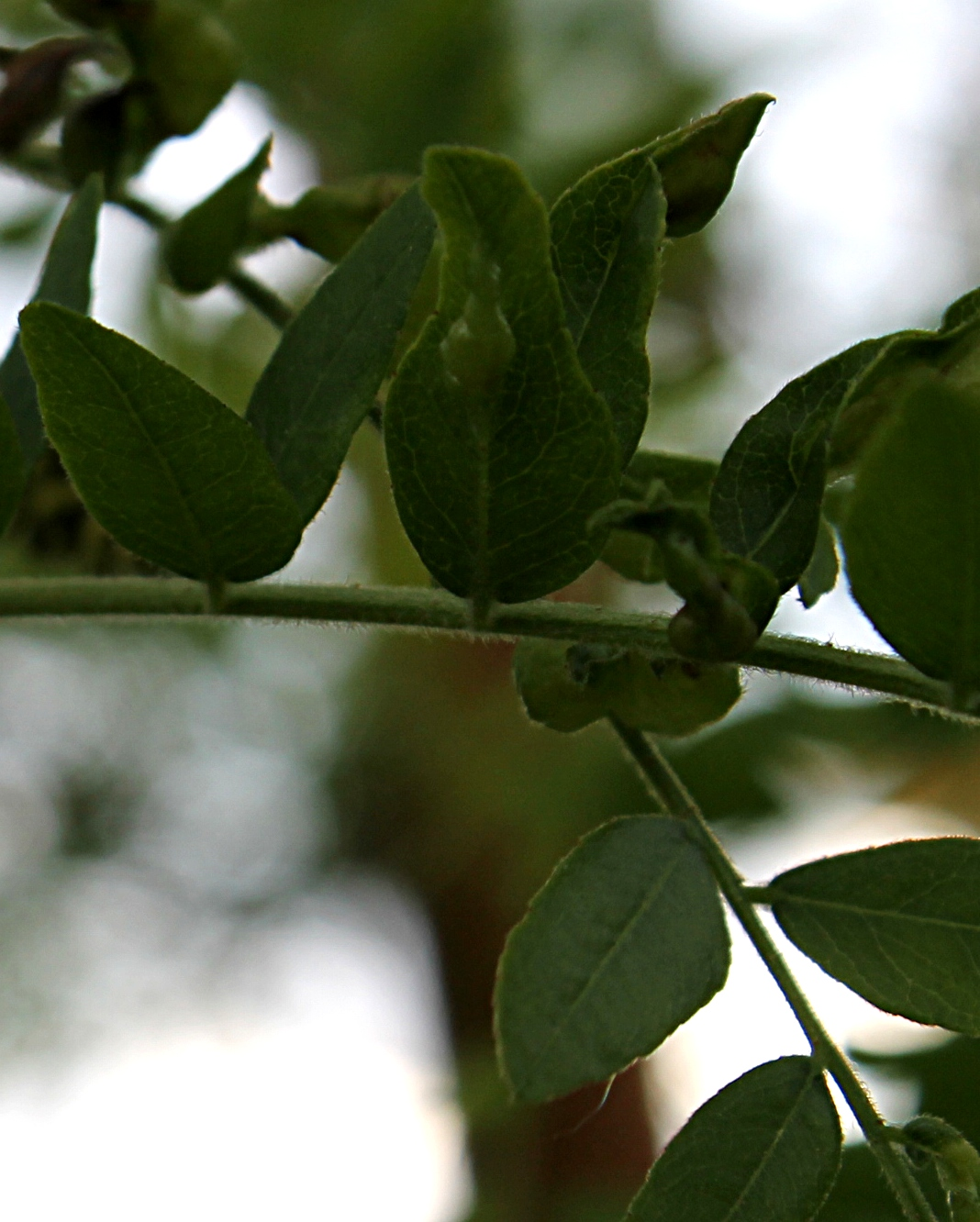